# 주범망경
주범망경(注梵網經)은 송나라 승려 혜인(惠因)이 《범망경》에 주석을 추가한 책이다. 서문에 소성(紹聖) 2년(1095년)에 판각하였다고 적혀있다.

## 문화재
- 주범망경 - 보물 제894-1호
- 주범망경 - 보물 제894-2호